# 쥐방울덩굴과
쥐방울덩굴과(-----科, 학명: Aristolochiaceae 아리스톨로키아케아이[*])는 후추목의 과이다. 8속 700여 종이 전세계에 분포하며, 한국에는 등칡, 족도리풀, 쥐방울덩굴, 털족도리풀의 2속 4종이 자란다.
초본 또는 관목이며 덩굴성인 종도 있다. 잎은 어긋나고 가장자리가 밋밋하거나 갈라지며, 턱잎이 없다. 꽃은 양성화이고 1개씩 달리거나 수상꽃차례 또는 총상꽃차례를 이루며 달린다. 꽃덮이는 통 모양이고 끝이 나팔처럼 퍼지며 3개로 갈라지거나 한쪽만이 커진다. 수술은 보통 6∼12개이며, 꽃밥은 옆으로 향하고, 수술대는 짧으며 암술대에 붙거나 떨어진다. 씨방은 하위(下位)이고 4∼6실이며, 암술대는 4∼6개이고 때로 서로 합쳐진다. 열매는 삭과(튀는열매) 또는 장과(물열매)이고, 종자는 작으며 배젖이 많다.

## 하위 분류
- 락토리스아과(Lactoridoideae Christenh.)
- 족도리풀아과(Asaroideae Kostel.)
- 쥐방울덩굴아과(Aristolochioideae Link)
- 히드노라아과(Hydnoroideae Walp.)

## 계통 분류
2016년 APG IV 분류 체계에서는 쥐방울덩굴과를 목련군 후추목 아래에 분류하며, 이는 2009년 APG III 분류 체계, 2003년 APG II 분류 체계 및 1998년 APG 분류 체계의 분류와 동일하다. 다만 APG III 및 그 이전 분류 체계에서는 별개의 과로 구분했던 락토리스과(Lactoridaceae), 족도리풀과(Asaraceae), 히드노라과(Hydnoraceae)가 APG IV 분류 체계에서는 쥐방울덩굴과로 통합되었다. 그중 히드노라과(Hydnoraceae)는 APG 분류 체계에서는 인정되지 않다가 APG II 분류체계에서 새로 인정한 과이다.